# Сан-Педро-Мистепек (Оахака, муниципалитет)
Сан-Педро-Мистепек (исп. Municipio San Pedro Mixtepec) — муниципалитет в Мексике, входит в штат Оахака. Население — 33 682 человека.